# Наріжна Яна Віталіївна
Я́на Віта́ліївна Наріжна (інк. Нарєжна) (* 1999) — українська спортсменка з Харкова, що виступає в синхронному плаванні.

## Спортивні досягнення
У червні 2015 року на Європейських іграх в Баку здобула бронзову нагороду з синхронного плавання — в парі із Єлизаветою Яхно.